# 侯莫陳崇
侯莫陳 崇（こうばくちん すう、? - 563年）は、中国の西魏の軍人。字は尚楽。本貫は代郡武川鎮。

## 経歴
北魏の殿中将軍・羽林監の侯莫陳興の子として生まれた。兄は侯莫陳順、弟は侯莫陳瓊・侯莫陳凱。
15歳のとき、爾朱栄と賀抜岳の下で葛栄の乱の征討にあたった。また元天穆の下で邢杲を討ち、平定した。功績により建威将軍に任ぜられた。賀抜岳の下で元顥を洛陽で破った。直寝に転じた。
賀抜岳に従って入関し、赤水蜀を撃破した。万俟醜奴が岐州を包囲したとき、その部将の尉遅菩薩らが兵を率いて武功に向かった。侯莫陳崇は賀抜岳の下で力戦して尉遅菩薩らを撃破し、勝利に乗じて北上して、岐州の包囲を解いた。また百里細川に赴いて、侯伏侯元進の柵を破った。万俟醜奴が高平に逃れると、侯莫陳崇は軽騎を率いて北に追撃し、涇州長坑で追いついた。万俟醜奴が迎撃のための戦列を整えないうちに、侯莫陳崇は単騎で敵中に入り込み、馬上で万俟醜奴を生け捕りにした。そこで大呼すると、万俟醜奴の部下たちは気圧されて、あえて挑もうとする者がなかった。後続の騎兵が集まってくると、万俟醜奴の部下たちは逃げ散り、侯莫陳崇はこれを撃破した。安北将軍・太中大夫・都督に任ぜられ、臨涇県侯に封ぜられた。
534年、賀抜岳が侯莫陳崇の同族侯莫陳悦のために殺害されると、侯莫陳崇は諸将とともに宇文泰を迎えた。宇文泰がやってきたとき、原州刺史の史帰がなおも侯莫陳悦のために原州を守っていた。宇文泰は侯莫陳崇を派遣して史帰を襲撃させた。侯莫陳崇は夜中にひそかに進軍し、自らは七騎を率いて城下に迫り、残りは近場の道に伏せさせた。史帰は敵の騎兵が少ないのを見て、充分な備えをしなかった。侯莫陳崇は城門を確保し、城内には李遠兄弟がいて騒ぎを起こし、また伏兵も姿を現すと、史帰は捕らえられて斬られた。侯莫陳崇は行原州事となった。侯莫陳悦を平定すると、侯莫陳崇は征西将軍に転じた。秦州の治安を安定させると、広武県伯の別封を受けた。
535年、西魏が建国されると涇州刺史に任ぜられ、散騎常侍・大都督を加えられ、爵位は公に進んだ。儀同三司・驃騎大将軍・開府儀同三司に累進し、彭城郡公に改封された。537年、東魏の竇泰と戦い、弘農を奪い、沙苑で高歓と戦った。538年、河橋の戦いに出陣して、多大な功績を挙げた。541年、稽胡が叛くと、これを平定した。まもなく雍州刺史に任ぜられ、太子詹事を兼ねた。549年、柱国大将軍に進み、少傅に転じた。554年、寧州刺史として出向し、尚書令に転じた。556年、六官が建てられると、大司空に任ぜられた。557年、北周の孝閔帝が即位すると、梁国公に封ぜられ、太保の位を加えられた。後に大宗伯・大司徒を歴任した。
563年、侯莫陳崇は武帝が原州に幸するのに従い、武帝が夜中に長安に帰還したのをいぶかった。侯莫陳崇は「わたしが以前に卜者に聞いたところによれば、晋公（宇文護）は今年が厄年であるらしい。車駕がいま唐突に夜中に帰還したのは、晋公が死ぬだけのことにすぎない」と常昇に語った。このことはみなに流布された。武帝は諸公卿を大徳殿に召し出して、侯莫陳崇を譴責した。その夜、宇文護が兵を率いて侯莫陳崇の邸を包囲し、侯莫陳崇は自殺を強いられた。通常の礼で葬儀はおこなわれた。諡は躁といった。宇文護が誅殺された後に、改諡されて荘閔といった。
子の侯莫陳芮が後を嗣いだ。侯莫陳芮は大将軍となり、柱国に進んだ。武帝に従って北斉を攻撃し鄴が平定されると、大司馬に任ぜられた。

## 伝記資料
- 『周書』巻16 列伝第8
- 『北史』巻60 列伝第48